# Vingard, Alba
Vingard (în dialectul săsesc Wengertskirch, Wengerskirch, în germană Weingarten, Weingartskirchen, Weingardskirchen, în maghiară Vingárd) este un sat în comuna Șpring din județul Alba, Transilvania, România.

## Obiectiv memorial
Monumentul Eroilor Români din Al Doilea Război Mondial. Monumentul de tip obelisc a fost realizat în anul 1945 de către sculptorul N. Petrașcu, din Alba Iulia, în memoria eroilor români din Al Doilea Război Mondial. Obeliscul, de formă tronconică, este susținut de un postament cu o singură treaptă și o bază paralelipipedică. Monumentul este realizat din beton mozaicat și este amplasat în cimitirul ortodox din satul Vingard. Pe fața obeliscului sunt înscrise: „Eroilor din Vingard/ 1941-1945“ și numele a 11 eroi. Pe fața bazei este un înscris comemorativ: „În amintirea voastră dragi eroi/ Cari v-ați jertfit pentru noi/ Pentru noi și pentru țară/ Pentru patria noastră mamă/ Pentru jertfa voastră dată/ Dumnezeu să vă odihnească“.

## Demografie
Vingard era cândva populat în proporție de 60 la sută de sași, dar în 2016 în sat mai existau doar 12 sași.

## Obiective turistice
- Biserica evanghelică din Vingard
- Biserica de lemn din Vingard

## Personalități
- Gavriil Munteanu (1812–1869), cărturar, traducător, membru fondator al Academiei Române.
- Nicolae Mihălțianu (1825–1881), protopop al Zarandului între 1871–1881.[2][3]

## Imagini

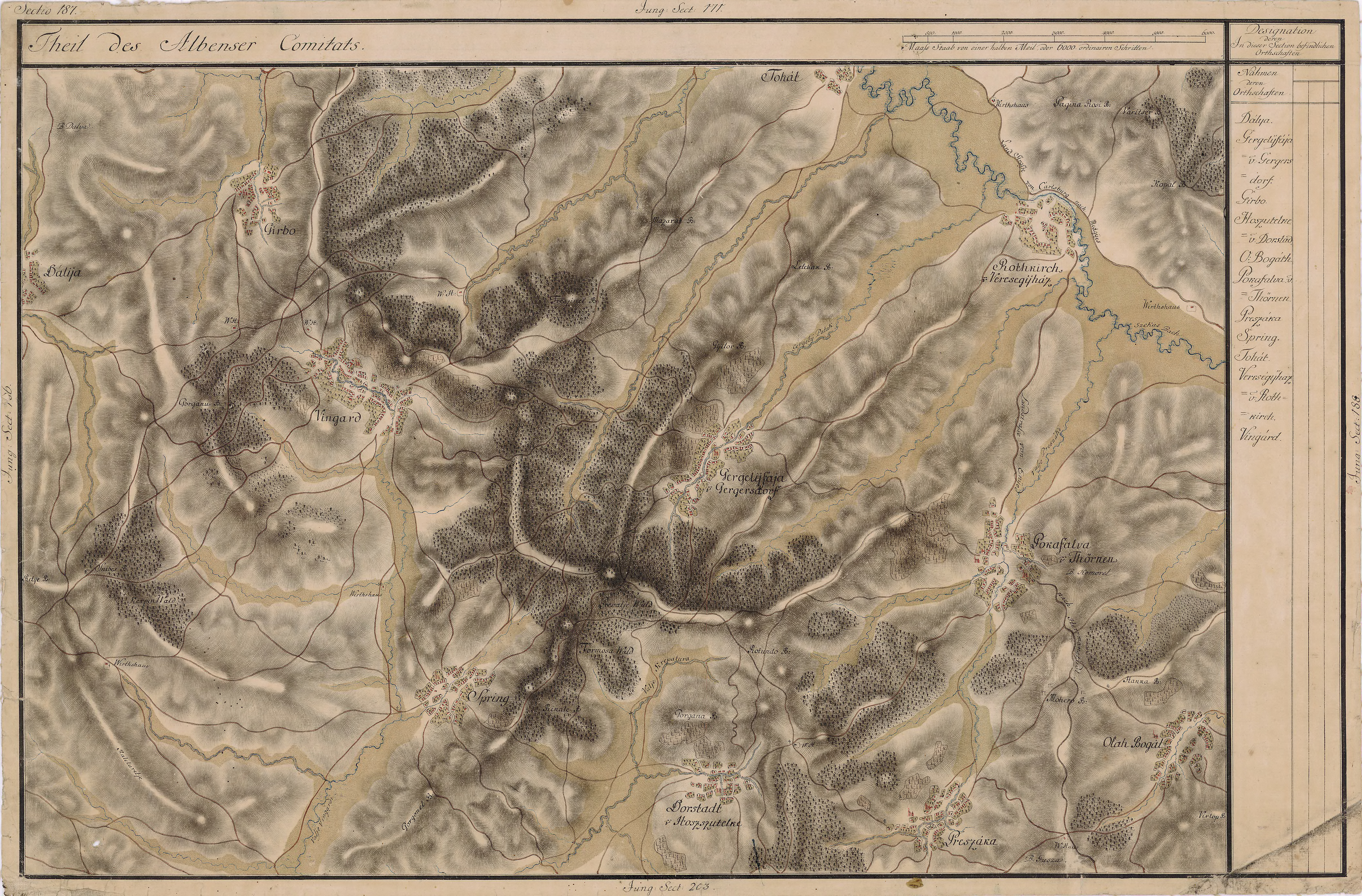
Vingard pe Harta Iosefină a Transilvaniei, 1769-1773
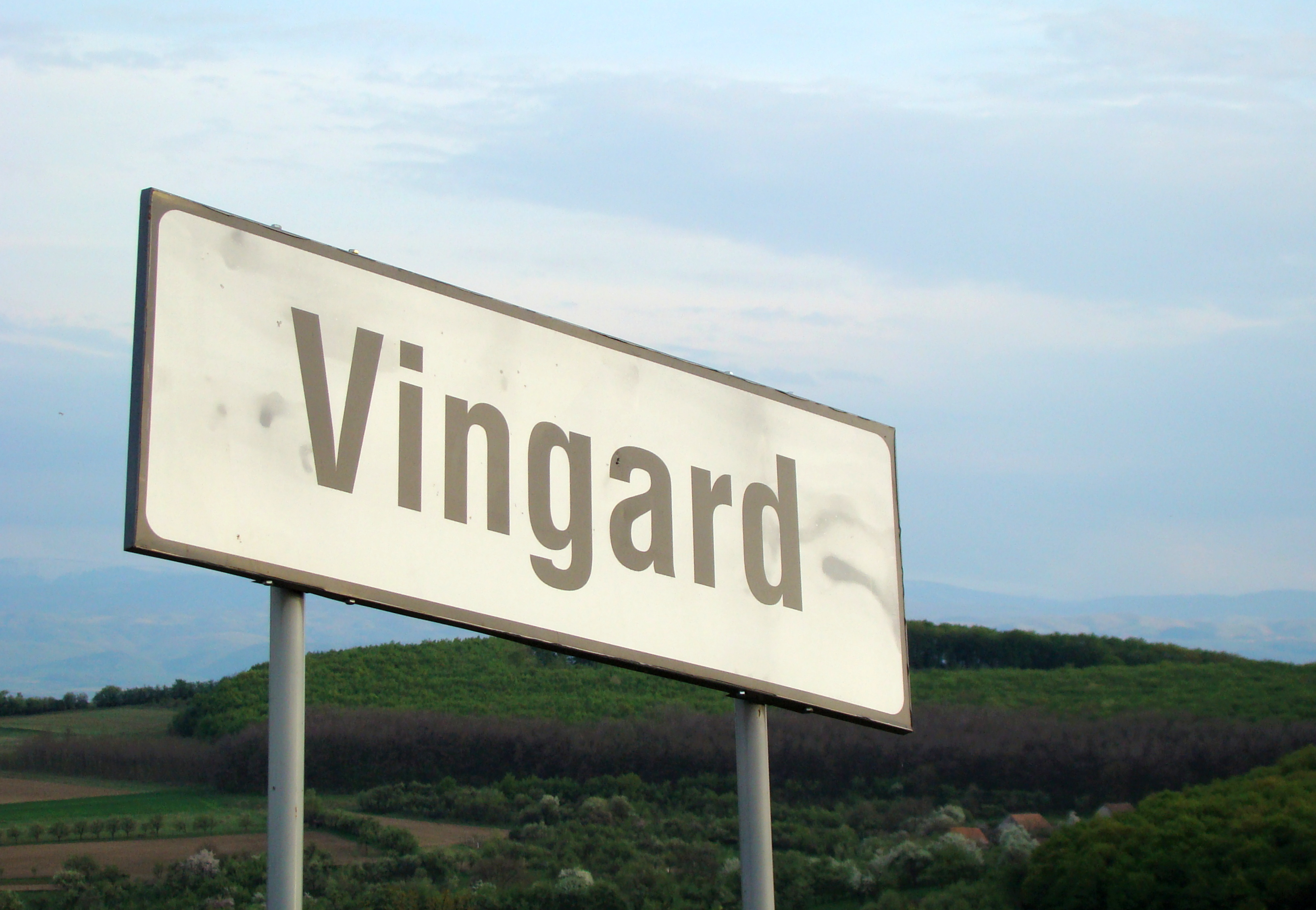
Intrarea în localitate
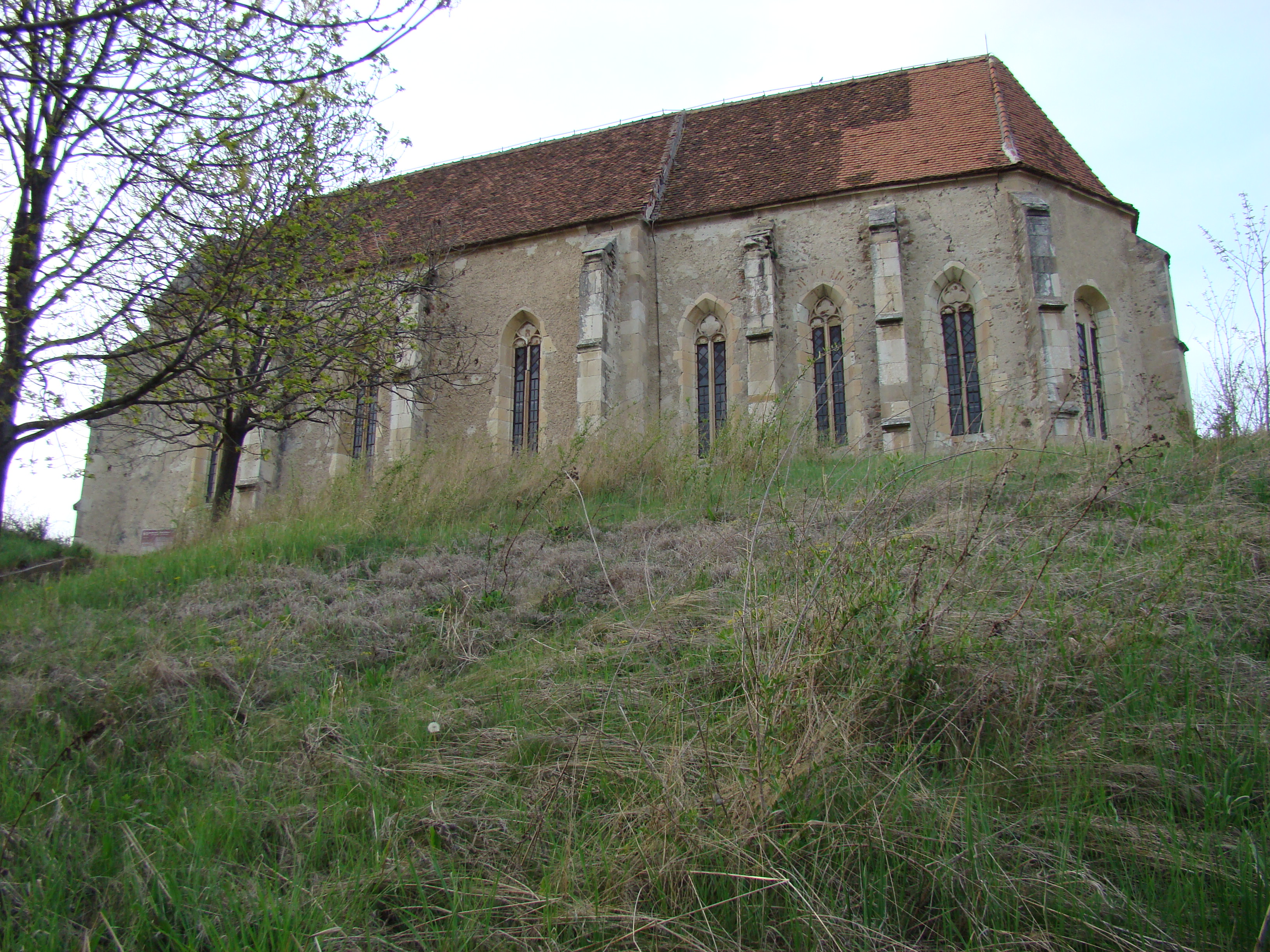
Biserica evanghelică (1461), monument istoric
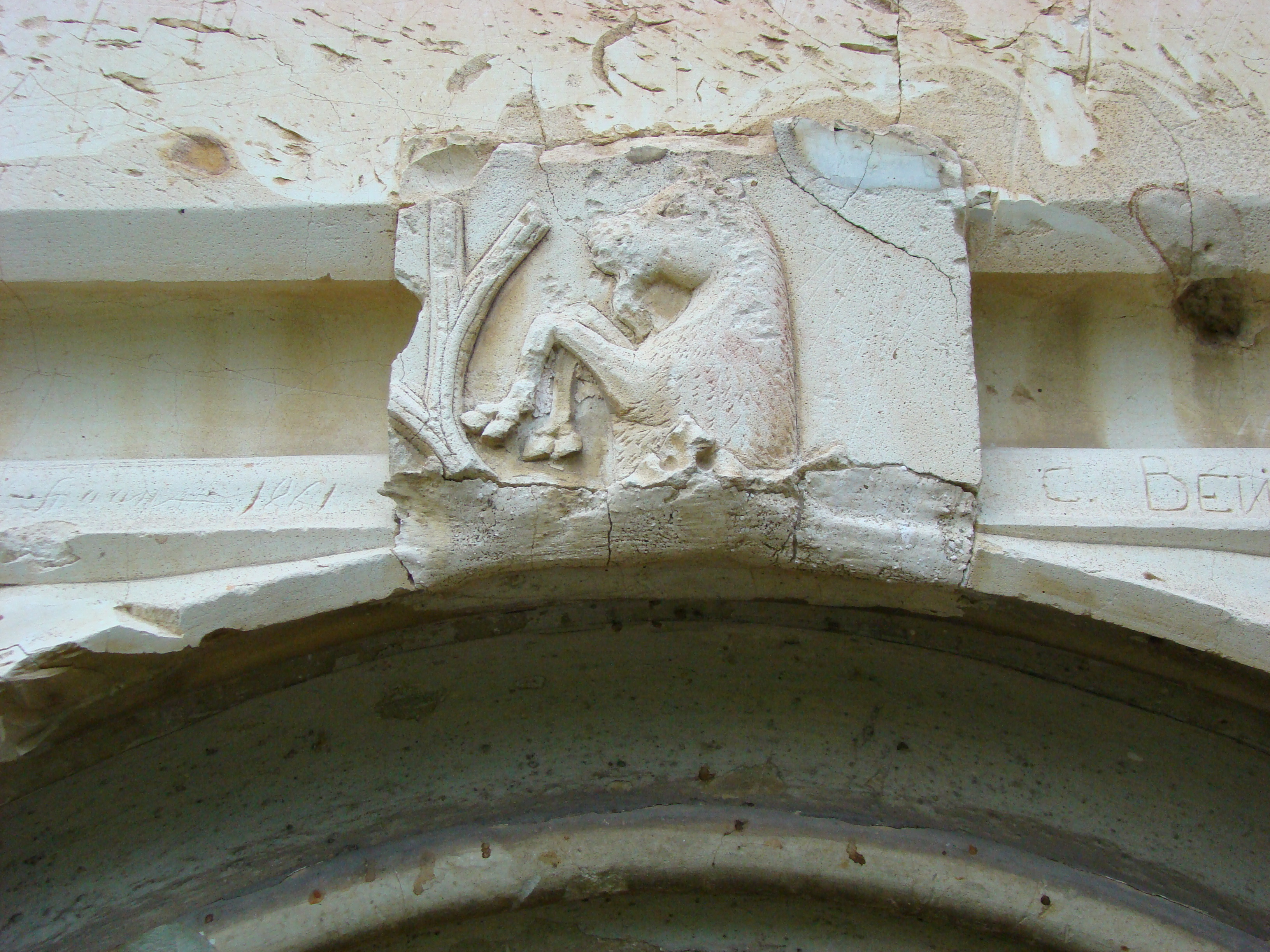
Blazonul familiei nobiliare Szilágyi
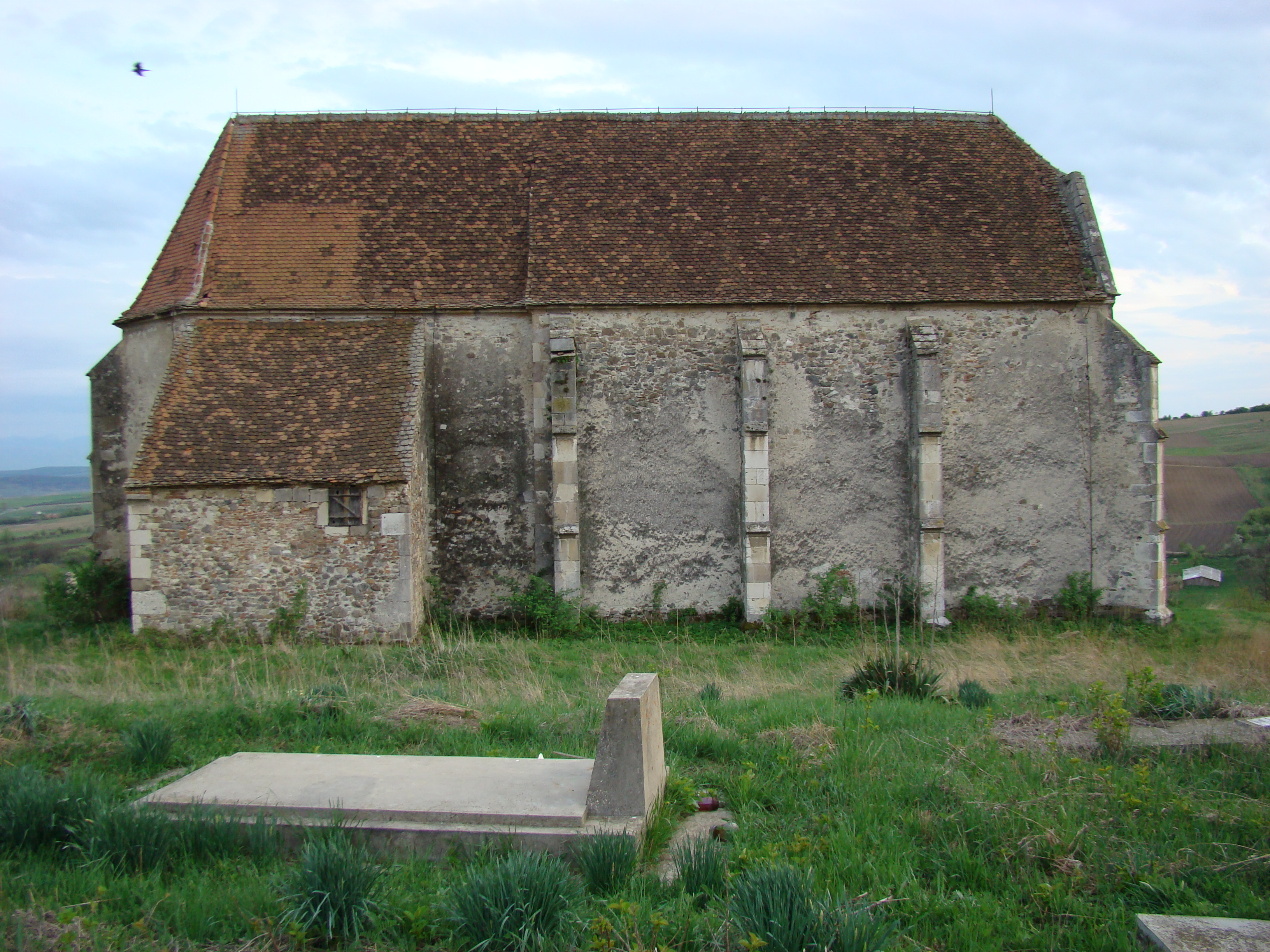
Biserica evanghelică (1461), monument istoric
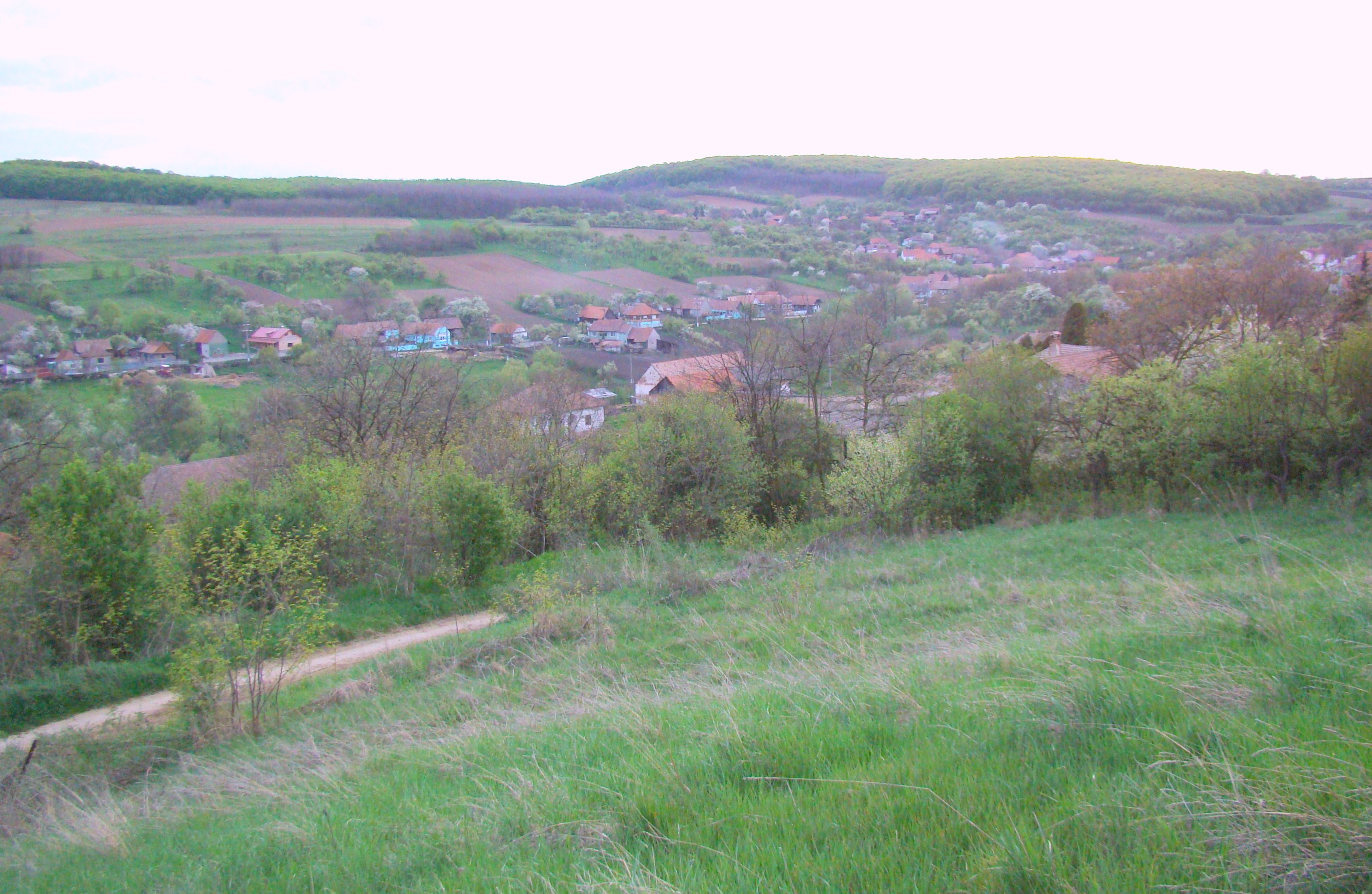
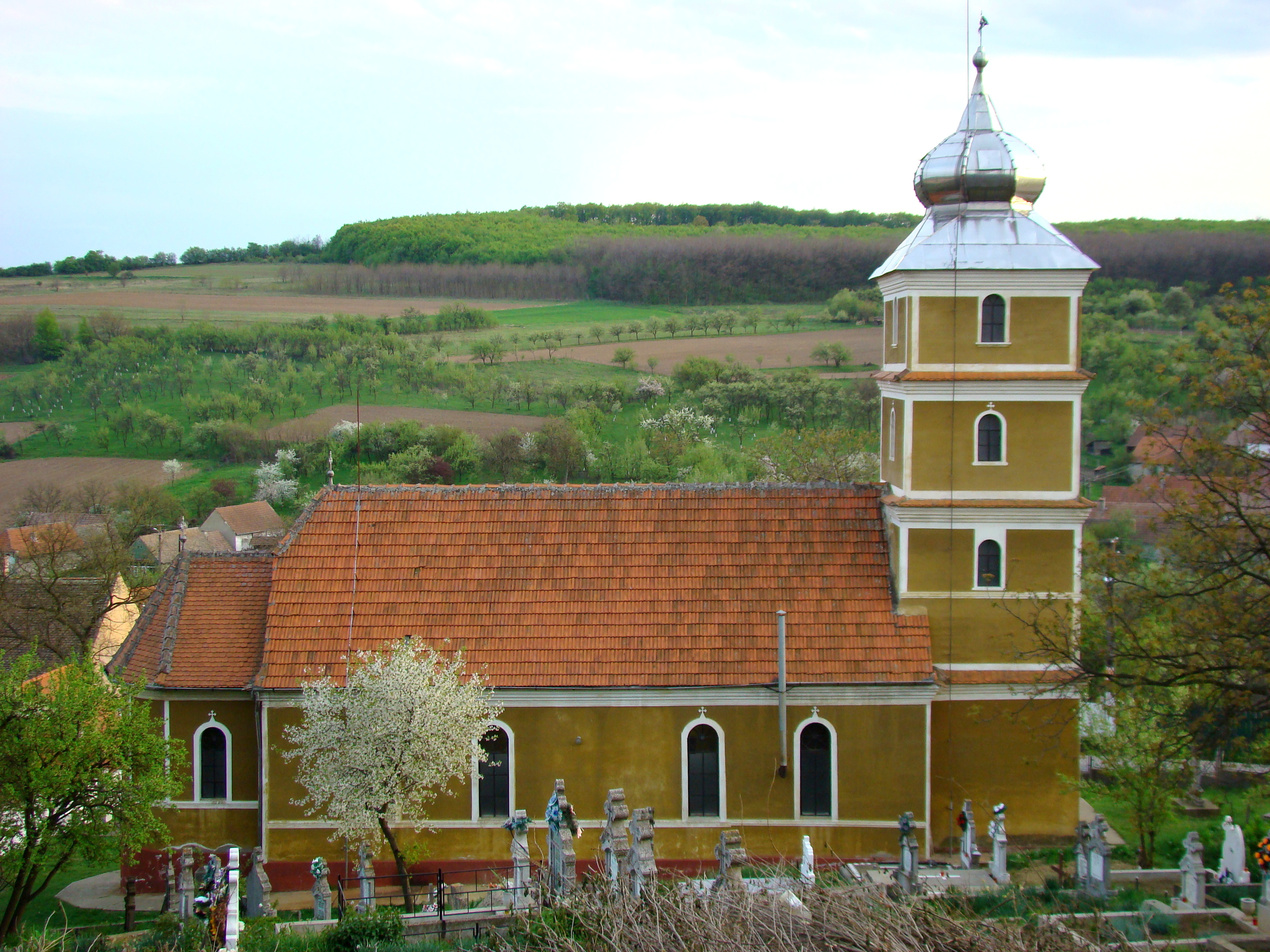
Biserica ortodoxă
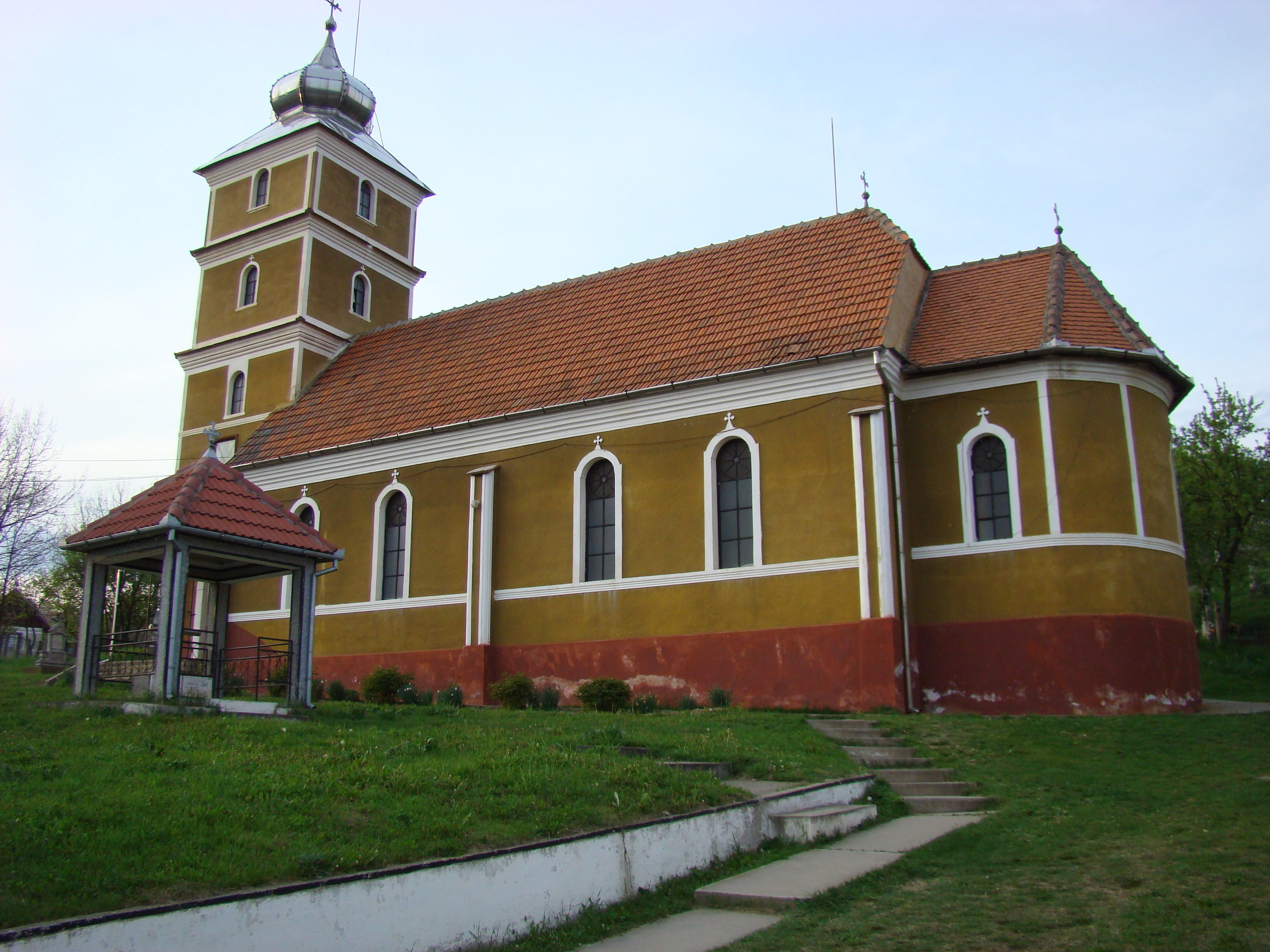
Biserica ortodoxă
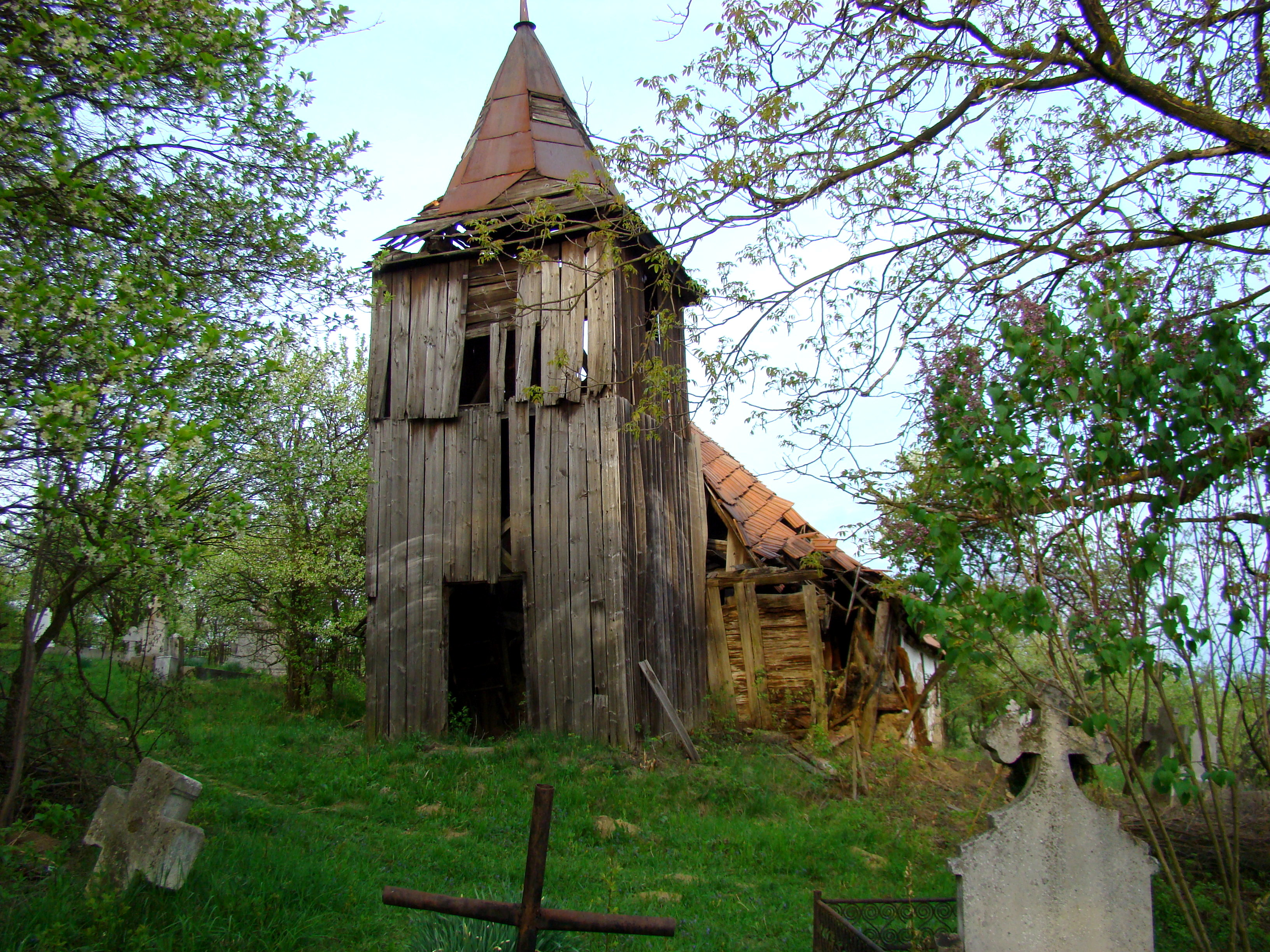
Biserica de lemn (monument istoric)
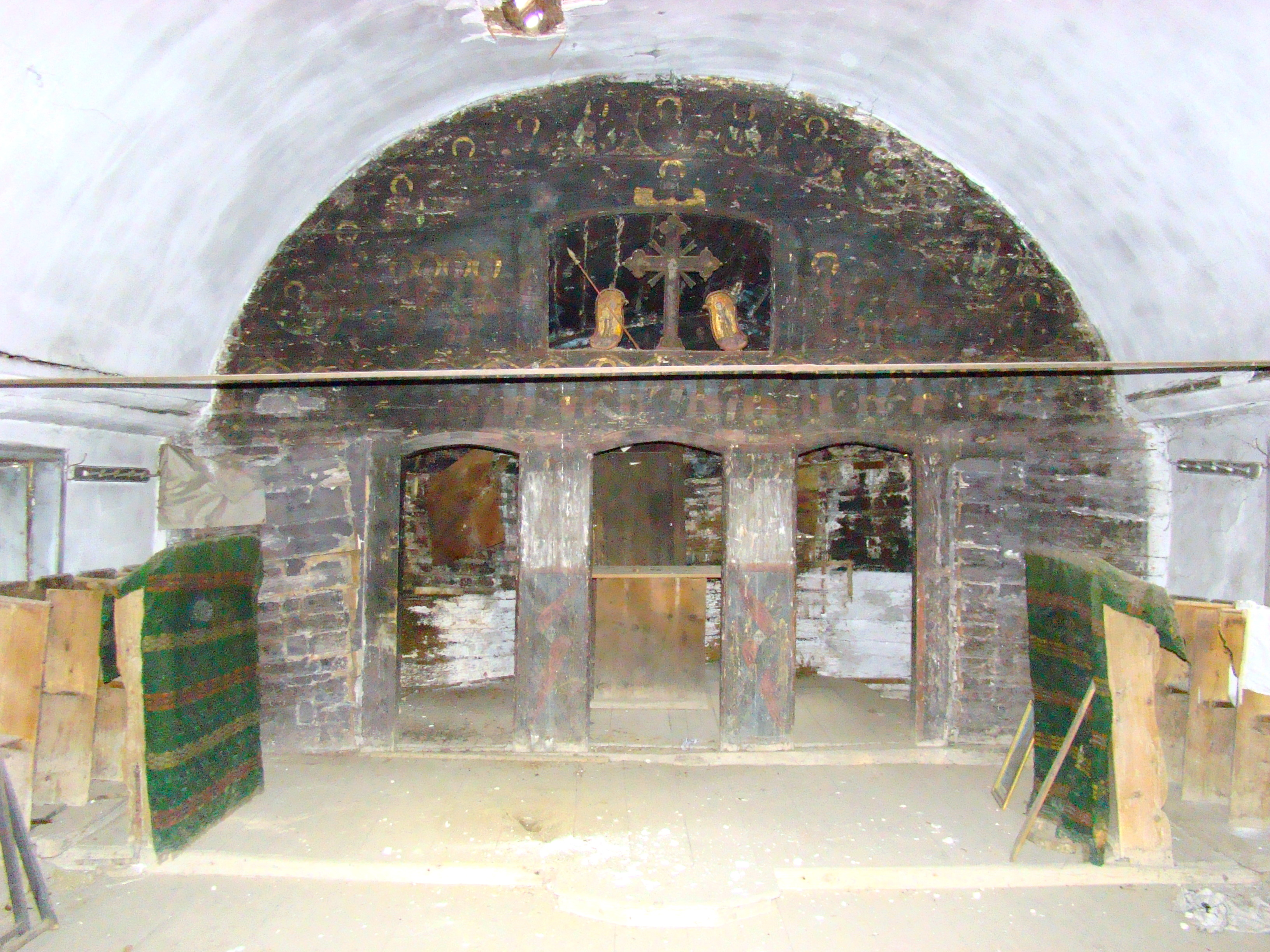
Biserica de lemn (monument istoric)
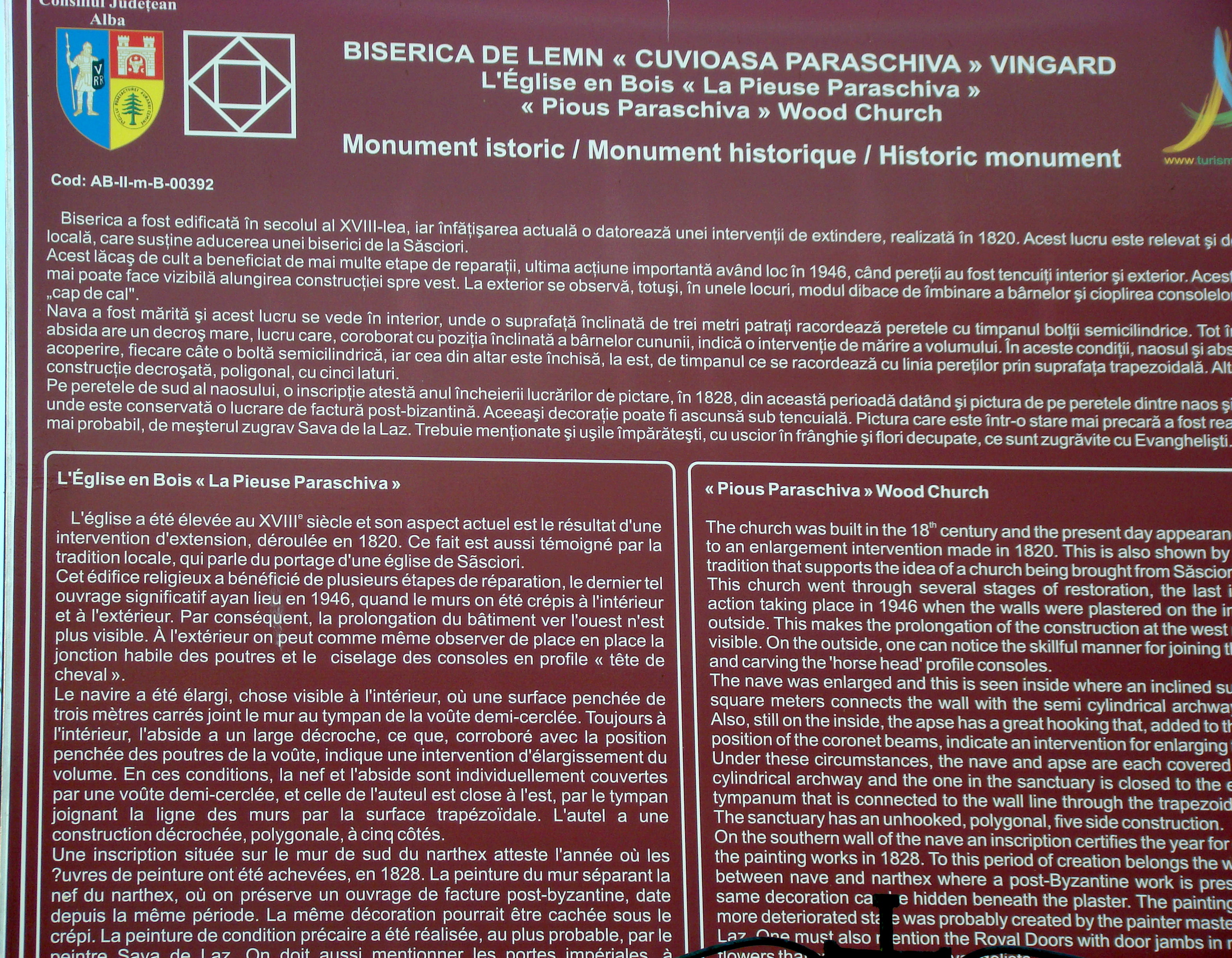